# Vicariato apostólico de Alta y Baja Sajonia
El vicariato apostólico de Alta y Baja Sajonia (en alemán: Apostolisches Vikariat Ober- und Niedersachsen) fue una circunscripción eclesiástica de la Iglesia católica en Alemania. Se trataba de un vicariato apostólico latino, inmediatamente sujeto a la Santa Sede, suprimido el 11 de febrero de 1780.

## Territorio y organización
El vicariato apostólico extendía su jurisdicción sobre los fieles católicos de rito latino residentes en parte de Baja Sajonia. Su territorio se especificó como: Los estados del elector del Palatinado-Neuburg, del margrave de Brandeburgo y de los duques de Braunschweig, pero sólo en la medida en que estas áreas no estuvieran ya bajo el control de obispos u otros. Más específicamente correspondía a: el Palatinado y el bajo sajonés electorado de Hannover y el Ducado de Bremen (con el westfaliano Principado de Verden), tan bien como el alto sajonés Anhalt (en sus entonces cuatro subdivisiones principales), Electorado de Brandeburgo (comprendiendo la Marca de Brandeburgo y Pomerania Central), Pomerania Occidental sueca, y el Electorado de Sajonia (todavía sin el feudo adquirido en 1635 de la Bohemia Alta y Baja Lusacia). 
La sede del vicariato apostólico se encontraba en la ciudad de Hannover, en donde la iglesia de San Clemente, hoy basílica menor, servía de iglesia principal, y hoy pertenece a la diócesis de Hildesheim.

## Historia
El vicariato apostólico fue erigido el 6 de abril de 1709 por el papa Clemente XI, tomando su territorio del vicariato apostólico de las Misiones del Norte. Fue puesto a cargo de Agostino Steffani, obispo titular de Spiga y ministro del elector palatino, como vicario apostólico. Steffani firmaba como vicarius apostolicus ad partes septentrionales, pero como el nuevo vicariato apostólico fue asentado en la ciudad de Hannover, también se lo llamó vicariato apostólico de Hannover. 
Por breve del 14 de junio de 1714, las misiones de Braunschweig y Wolfenbüttel fueron entregadas formalmente al obispo de Hildesheim, en aplicación de lo expresado en el nombramiento como sólo en la medida en que estas áreas no estuvieran ya bajo el control de obispos u otros. Cuando el antiguo ducado sueco de Bremen-Verden fue comprado por el elector de Hannover el 15 de julio de 1715 y esta compra fue confirmada en la Paz de Estocolmo en 1719, la Propaganda Fide en 1721 también transfirió las diócesis de Bremen y Verden, que pertenecían al vicariato apostólico de las Misiones del Norte, al vicariato apostólico de Hannover.
Por decreto del 24 de abril de 1732 cedió una parte de su territorio (Kurmarken, Magdeburgo, Halberstadt y Minden) para la erección del vicariato apostólico de Brandeburgo y Prusia.
En 1743 perdió otra parte sustancial de su territorio cuando se erigió el vicariato apostólico de las Tierras de la Casa de Sajonia (Sächsischen Erblanden), a petición del rey Augusto III de Polonia en su papel de elector de Sajonia, por lo que de facto quedó reducido a Baja Sajonia.
El 11 de febrero de 1780 el vicariato apostólico fue suprimido y sus territorios volvieron a formar parte del vicariato apostólico de las Misiones del Norte.

## Episcopologio

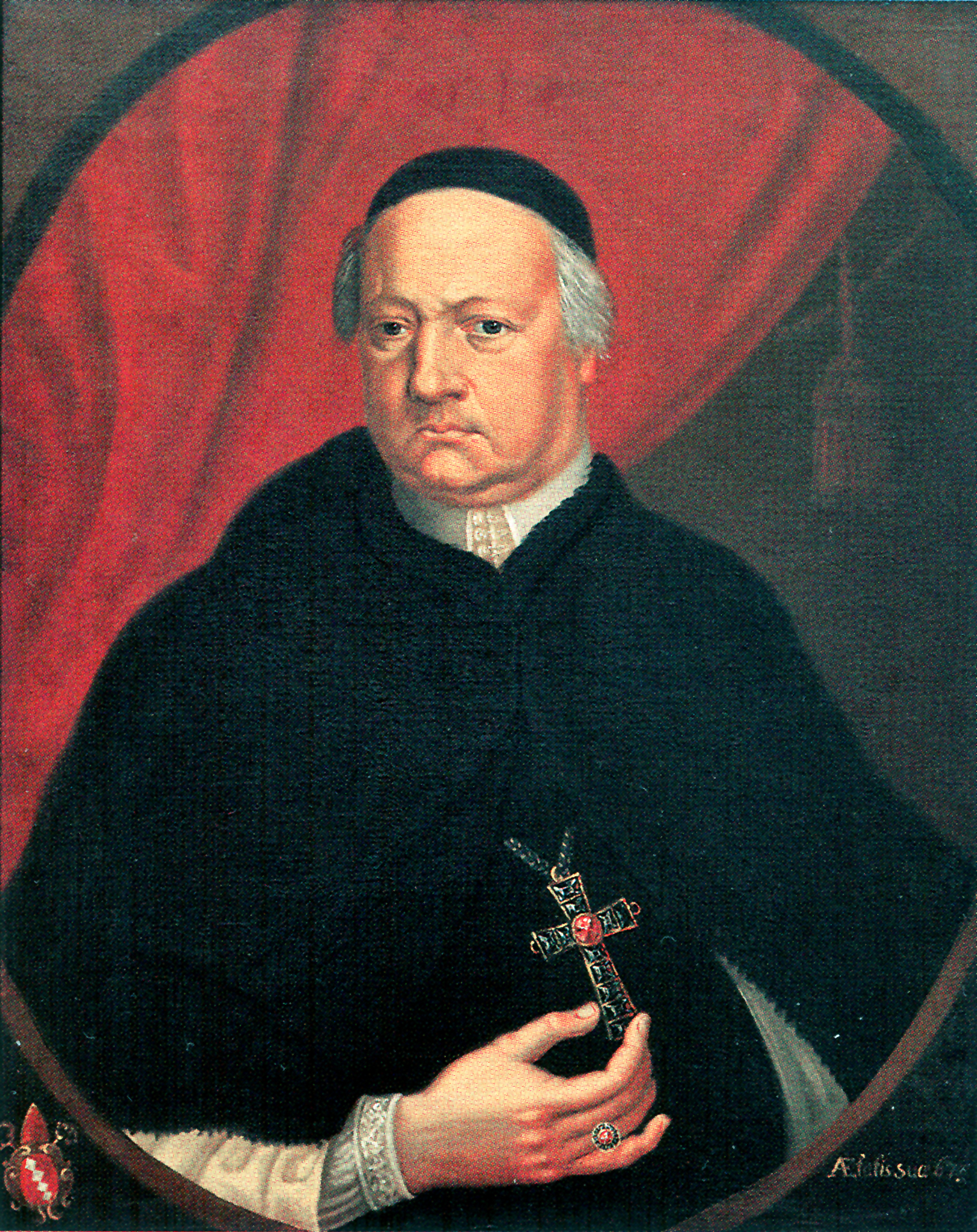
Agostino Steffani, vicario apostólico

- Agostino Steffani † (6 de abril de 1709-1723 renunció)[4]
  - Sede vacante (1723-1726)
- Agostino Steffani † (27 de mayo de 1726-12 de febrero de 1728 falleció) (por segunda vez)
  - Sede vacante (1728-1730)
- Leopold Heinrich Wilhelm von Schorror † (10 de octubre de 1730-1 de diciembre de 1745 renunció)
- Johann Wilhelm von Twickel † (1 de diciembre de 1745-10 de septiembre de 1757 falleció)
  - Sede vacante (1757-1760)
- Johann Ignace von Franken-Siersdorf † (17 de septiembre de 1760-21 de mayo de 1779 falleció)